# Pisatine
La pisatine (3-hydroxy-7-méthoxy-4',5'-méthylènedioxy-chromanocoumarane) est une phytoalexine produite par le pois (Pisum sativum).
C'est la première phytoalexine qui a été purifiée et chimiquement identifiée.
Sa formule moléculaire est C17H14O6.

## Structure et propriétés
La structure de la pisatine se compose d'un ptérocarpane (en) qui en forme l'ossature et se distingue par la présence d'un groupe hydroxyle sur la partie non-aromatique de la molécule.
Cette molécule est légèrement soluble dans l'eau et a une solubilité élevée dans les solvants organiques. La pisatine est stable dans des solutions neutres ou légèrement basiques et perd de l'eau en présence d'acide pour se transformer en anhydropisatine.

## Résistance à la pisatine
La résistance à la pisatine semble être une caractéristique importante des agents pathogènes de Pisum sativum. La détoxication de la pisatine implique le retrait du groupe 3-O-méthyle, ce qui réduit la toxicité de la molécule. Une enzyme connue sous le nom de pisatine déméthylase est responsable de cette catalyse et a été identifiée chez Haematonectria haematococca comme une enzyme cytochrome P450.
La plupart des champignons dotés de ce métabolisme sont résistants à la pisatine, toutefois certains pathogènes ne possèdent pas le gène de la pisatine déméthylase.
Ces pathogènes ont peut-être d'autres mécanismes pour métaboliser les phytoalexines.
En outre, de nombreuses espèces microbiennes ont la capacité de détoxiquer la pisatine, mais les souches les plus virulentes ont les plus forts taux de déméthylation.

## Champignons résistants
- Haematonectria haematococca[6],[7].
- Ascochyta pisi[8].
- Fusarium oxysporum[9].
- Phoma pinodella[10].
- Mycosphaerella pinodes [10].
- Rhizoctonia solani [10].

## Biosynthèse

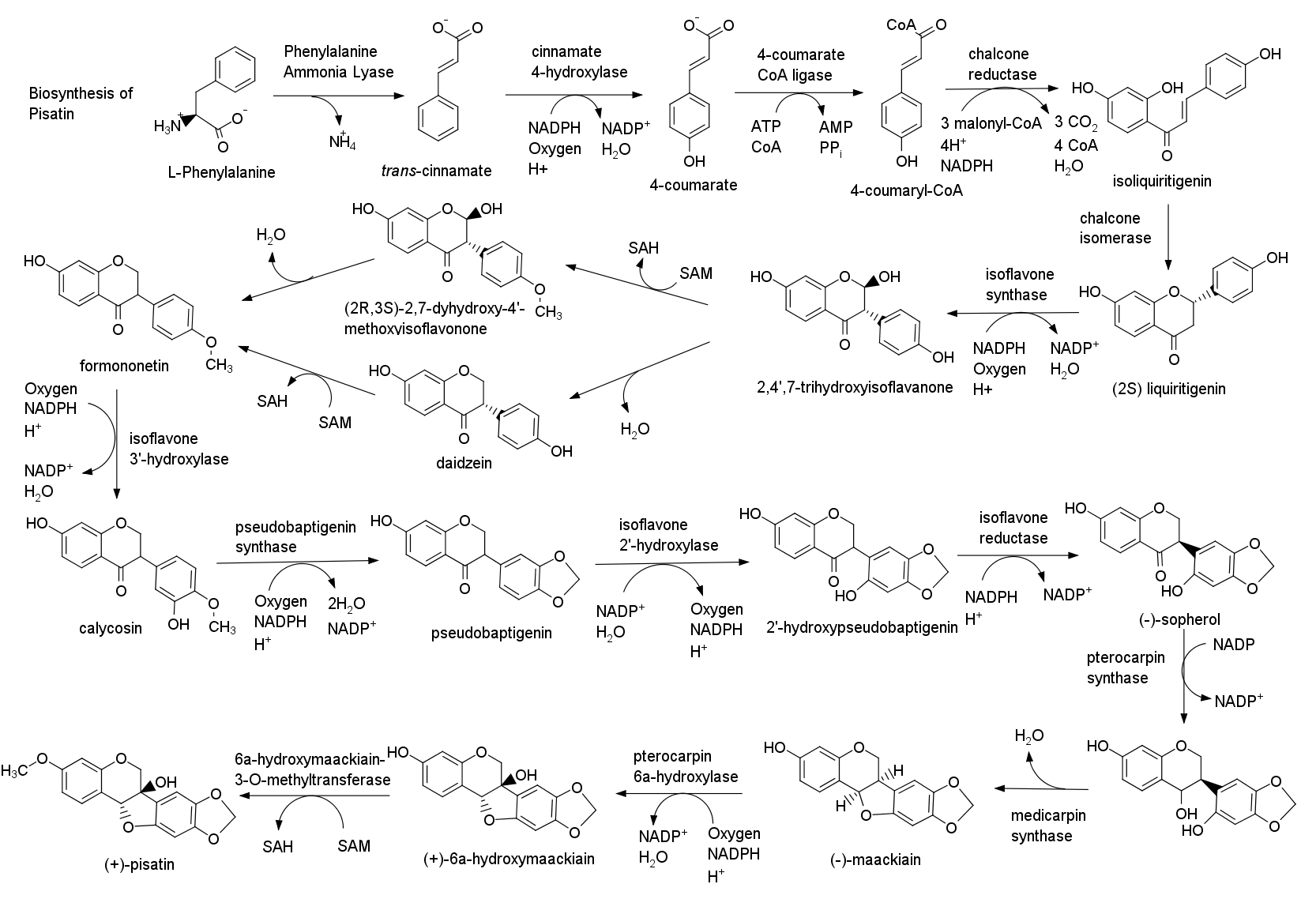
Biosynthèse de la (+)-pisatine.

La biosynthèse de la pisatine commence par celle d'un acide aminé, la L-phénylalanine. Une réaction de désamination produit alors de la trans-cinnamate, qui subit une hydroxylation pour former de la 4-coumarate.
L'acétyl-CoA est ensuite ajouté pour former le 4-coumaryl-CoA.
Trois fragments de malonyl-CoA sont ensuite ajoutés et cyclisés pour introduire un cycle phénol.
Une réaction d'isomérisation se produit ensuite,
suivie par une hydroxylation et un réarrangement du groupe phénol pour former la 2,4',7-trihydroxyisoflavonone.
Cette molécule peut alors suivre l'une des deux voies possibles, qui impliquent toutes deux la perte d'eau et une méthylation, pour produire de la formononétine. Ce produit subit ensuite une hydroxylation pour former la calycosine, suivie par la formation d'un anneau de dioxolane.
Une autre hydroxylation intervient ensuite, suivie par une isomérisation pour former le (-)sophérol.
La réduction d'un groupe carbonyle à un groupe hydroxyle et la perte d'eau forme ensuite la (+)maackiaïne, qui subit un réarrangement stéréochimique et une hydroxylation pour former la (+)6a-hydroxymaackiaïne.
Cette molécule est ensuite méthylée pour produire la pisatine,.